# Julius von Hardegg
Julius von Hardegg (* 11. April 1810 in Ludwigsburg; † 16. September 1875 in Stuttgart) war ein württembergischer Generalleutnant und Militärschriftsteller.

## Leben
Julius von Hardegg war ein Sohn des Obermedizinalrats und Leibarztes Johann Georg von Hardegg in Ludwigsburg. Der spätere württembergische Kriegsminister Oskar von Hardegg war sein jüngerer Bruder. Julius von Hardegg wurde zunächst in der Militärschule zu Ludwigsburg erzogen und kam am 3. April 1828 als Leutnant in den Generalstab. Zwischen 1833 und 1843 war er Erzieher des Kronprinzen und späteren Königs Karls I. von Württemberg. Hardegg wurde 1843 Major im Generalstab und hielt während der anschließenden sechs Jahre Vorträge an der Kriegsschule Ludwigsburg. 1849 wurde er zum Oberst und Chef des württembergischen Generalstabs befördert. Weitere Schritte seiner militärischen Karriere waren daraufhin:
- 1850 Ernennung zum Flügeladjutanten
- 1855 Beförderung zum Generaladjutanten des Königs
- 1859 Kommandeur der württembergischen Infanteriedivision und Gouverneur von Stuttgart

Seine Kränklichkeit zwang ihn jedoch bald, seinen aktiven Dienst zu beenden. 1864 wurde er zum Bevollmächtigten bei der Bundes-Militärkommission in Frankfurt am Main ernannt, nahm aber 1865 seinen Abschied.
Julius von Hardegg starb am 16. September 1875 in Stuttgart.

## Ehrungen
- 1839 Ritterkreuz des Ordens der Württembergischen Krone[1], welches mit dem persönlichen Adelstitel verbunden war.
- 1853 Kommenturkreuz des Ordens der Württembergischen Krone.[2]
- 1861 Großkreuz des Friedrichs-Ordens[3]

## Veröffentlichungen
- anonym: Grundzüge einer Anleitung zum Studium der Kriegsgeschichte. Stuttgart (1841)
- anonym: Vorlesungen über Kriegsgeschichte. 3 Bde. Stuttgart u. Darmstadt (1851)
- anonym: Skizze eines Vortrags über Generalstabswissenschaft. Stuttgart (1854)
- Die Belagerung von Sewastopol nach dem Werke des Generals Niel. Stuttgart (1859)
- Lieber Kronprinz! Liebe Freundin! Briefwechsel zwischen Bettine von Arnim und Karl von Württemberg. Mit einem Anhang: Briefwechsel zwischen Bettine von Arnim und Julius von Hardegg, hg. von Ulrike Landfester und Friderike Loos. Heidelberg (1998)